# Campionati sloveni di sci alpino 2011
I Campionati sloveni di sci alpino 2011 si sono svolti a Kope, Kranjska Gora e Ribnica na Pohorju dal 25 al 31 marzo. Il programma includeva gare di discesa libera, supergigante, slalom gigante, slalom speciale e supercombinata, tutte sia maschili sia femminili, ma le discese libere sono state annullate.
Trattandosi di competizioni valide anche ai fini del punteggio FIS, vi hanno partecipato anche sciatori di altre federazioni, senza che questo consentisse loro di concorrere al titolo nazionale sloveno.

## Risultati

### Uomini

#### Discesa libera
La gara, originariamente in programma il 29 marzo a Kope, è stata annullata.

#### Supergigante
| Pos. | Atleta             | Nazione  | Tempo   |
| ---- | ------------------ | -------- | ------- |
| 1    | Natko Zrnčić-Dim   | Croazia  | 58,67   |
| 2    | Andrej Jerman      | Slovenia | 59,25   |
| 3    | Rok Perko          | Slovenia | 59,53   |
| 4    | Andrej Šporn       | Slovenia | 59,72   |
| 5    | Klaus Brandner     | Germania | 59,94   |
| 6    | Boštjan Kline      | Slovenia | 1:00,04 |
| 7    | Sebastian Arzt     | Austria  | 1:00,09 |
| 7    | Žan Kranjec        | Slovenia | 1:00,09 |
| 9    | Sebastian Brigović | Croazia  | 1:00,18 |
| 9    | Georgi Georgiev    | Bulgaria | 1:00,18 |

Data: 30 marzo

Località: Kope

#### Slalom gigante
| Pos. | Atleta               | Nazione     | Tempo   |
| ---- | -------------------- | ----------- | ------- |
| 1    | Matic Skube          | Slovenia    | 1:59,68 |
| 2    | Patrick Jazbec       | Slovenia    | 1:59,98 |
| 3    | Aleksandr Chorošilov | Russia      | 2:01,07 |
| 4    | Žan Kranjec          | Slovenia    | 2:01,16 |
| 5    | Stepan Zuev          | Slovenia    | 2:01,34 |
| 6    | Mišel Žerak          | Slovenia    | 2:01,37 |
| 7    | Dave Ryding          | Regno Unito | 2:01,97 |
| 8    | Klemen Kosi          | Slovenia    | 2:02,01 |
| 9    | Christopher Neumayer | Austria     | 2:02,04 |
| 10   | Stefan Brennsteiner  | Austria     | 2:02,12 |

Data: 25 marzo

Località: Kranjska Gora

#### Slalom speciale
| Pos. | Atleta               | Nazione     | Tempo   |
| ---- | -------------------- | ----------- | ------- |
| 1    | Aleksandr Chorošilov | Russia      | 1:41,19 |
| 2    | Mitja Valenčič       | Slovenia    | 1:42,07 |
| 3    | Dave Ryding          | Regno Unito | 1:43,90 |
| 4    | Natko Zrnčić-Dim     | Croazia     | 1:44,16 |
| 5    | Georgi Georgiev      | Bulgaria    | 1:44,63 |
| 6    | Žan Kranjec          | Slovenia    | 1:45,20 |
| 7    | Miha Kuerner         | Slovenia    | 1:45,23 |
| 8    | Patrick Jazbec       | Slovenia    | 1:45,47 |
| 9    | Klemen Kosi          | Slovenia    | 1:46,03 |
| 10   | Timi Gašperin        | Slovenia    | 1:46,19 |

Data: 26 marzo

Località: Ribnica na Pohorju

#### Supercombinata
| Pos. | Atleta             | Nazione  | Tempo   |
| ---- | ------------------ | -------- | ------- |
| 1    | Tomaž Velečič      | Slovenia | 1:44,17 |
| 2    | Miha Kuerner       | Slovenia | 1:45,08 |
| 3    | Filip Zubčić       | Croazia  | 1:45,48 |
| 4    | Tomaž Sovič        | Slovenia | 1:45,56 |
| 5    | Andrej Križaj      | Slovenia | 1:45,58 |
| 6    | Anton Lindebner    | Germania | 1:45,74 |
| 7    | Sebastian Brigović | Croazia  | 1:45,80 |
| 8    | Žan Kranjec        | Slovenia | 1:45,85 |
| 9    | Sebastian Arzt     | Austria  | 1:45,90 |
| 10   | Blaž Pečuh         | Slovenia | 1:45,91 |

Data: 31 marzo

Località: Kope

### Donne

#### Discesa libera
La gara, originariamente in programma il 29 marzo a Kope, è stata annullata.

#### Supergigante
| Pos. | Atleta                    | Nazione  | Tempo   |
| ---- | ------------------------- | -------- | ------- |
| 1    | Katja Horvat              | Slovenia | 1:01,78 |
| 2    | Eli Plut                  | Slovenia | 1:01,92 |
| 3    | Nevena Ignjatović         | Serbia   | 1:02,01 |
| 4    | Ana Bucik                 | Slovenia | 1:02,07 |
| 5    | Nina-Katarina Mihovilović | Slovenia | 1:02,22 |
| 6    | Katarina Lavtar           | Slovenia | 1:02,28 |
| 7    | Ana Michelle Stipič       | Slovenia | 1:02,36 |
| 8    | Maruša Ferk               | Slovenia | 1:02,58 |
| 9    | Katja Jazbec              | Slovenia | 1:02,68 |
| 10   | Sofija Novoselić          | Croazia  | 1:02,92 |

Data: 30 marzo

Località: Kope

#### Slalom gigante
| Pos. | Atleta                    | Nazione  | Tempo   |
| ---- | ------------------------- | -------- | ------- |
| 1    | Ula Hafner                | Slovenia | 2:04,04 |
| 2    | Katja Jazbec              | Slovenia | 2:04,46 |
| 3    | Katarina Lavtar           | Slovenia | 2:04,48 |
| 4    | Nina-Katarina Mihovilović | Slovenia | 2:05,21 |
| 5    | Sofija Novoselić          | Croazia  | 2:05,67 |
| 6    | Ana Jelušić               | Croazia  | 2:06,22 |
| 7    | Nevena Ignjatović         | Serbia   | 2:06,38 |
| 8    | Katja Horvat              | Slovenia | 2:06,47 |
| 9    | Eli Plut                  | Slovenia | 2:06,59 |
| 10   | Anastasija Kedrina        | Russia   | 2:06,70 |

Data: 25 marzo

Località: Kranjska Gora

#### Slalom speciale
| Pos. | Atleta            | Nazione  | Tempo   |
| ---- | ----------------- | -------- | ------- |
| 1    | Tina Maze         | Slovenia | 1:44,37 |
| 2    | Maruša Ferk       | Slovenia | 1:45,11 |
| 3    | Katja Jazbec      | Slovenia | 1:45,95 |
| 4    | Ana Drev          | Slovenia | 1:46,11 |
| 4    | Ana Kobal         | Slovenia | 1:46,11 |
| 6    | Anna Sorokina     | Russia   | 1:46,44 |
| 7    | Nevena Ignjatović | Serbia   | 1:46,63 |
| 8    | Ula Hafner        | Slovenia | 1:46,72 |
| 9    | Ana Bucik         | Slovenia | 1:47,10 |
| 10   | Ksenija Alopina   | Russia   | 1:47,13 |

Data: 26 marzo

Località: Ribnica na Pohorju

#### Supercombinata
| Pos. | Atleta                    | Nazione  | Tempo   |
| ---- | ------------------------- | -------- | ------- |
| 1    | Ana Bucik                 | Slovenia | 1:49,43 |
| 2    | Sofija Novoselić          | Croazia  | 1:49,86 |
| 3    | Ana Kobal                 | Slovenia | 1:50,09 |
| 4    | Katarina Lavtar           | Slovenia | 1:50,71 |
| 5    | Katja Jazbec              | Slovenia | 1:50,75 |
| 6    | Nevena Ignjatović         | Serbia   | 1:50,76 |
| 7    | Nina-Katarina Mihovilović | Slovenia | 1:50,79 |
| 8    | Eli Plut                  | Slovenia | 1:51,11 |
| 9    | Nina Žnidar               | Slovenia | 1:51,77 |
| 10   | Naja Babnik               | Slovenia | 1:52,66 |

Data: 31 marzo

Località: Kope